# Eupherusa
Genre
Eupherusa est un genre de colibris (la famille des Trochilidae).

## Liste des espèces
D'après la classification de référence (version 14.1, 2024) du Congrès ornithologique international (ordre phylogénique) :
- Eupherusa ridgwayi – Dryade du Mexique
- Eupherusa cyanophrys – Colibri d'Oaxaca
- Eupherusa poliocerca – Colibri du Guerrero
- Eupherusa eximia – Colibri à épaulettes
- Eupherusa nigriventris – Colibri à ventre noir